# Alosno
Alosno là một thị trấn và đô thị ở tỉnh Huelva, Tây Ban Nha. Theo điều tra dân số năm 2005, thị trấn này có dân số 4.514 người.

## Nhân vật đáng chú ý
Pedro Carrasco, vận động viên quyền Anh, sinh ra ở Alosno.

## Dân số
| 1999  | 2000  | 2001  | 2002  | 2003  | 2004  | 2005  |
| ----- | ----- | ----- | ----- | ----- | ----- | ----- |
| 4,843 | 4,834 | 4,792 | 4,670 | 4,514 | 4,419 | 4,514 |

Nguồn: INE (Tây Ban Nha)